# Abraham Sztolcman
Abraham Sztolcman, również Alfred, Adolf, Abram (ur. 11 marca 1890, zm. 23 kwietnia 1943 w Warszawie) – żydowski inżynier, samorządowiec, działacz gospodarczy i społeczny.

## Życiorys
Z wykształcenia był inżynierem. Przed II wojną światową mieszkał we Włocławku, był tam radnym rady miejskiej, a od 1926 roku także wiceprezesem magistratu. Był jednym z przywódców Organizacji Syjonistycznej we Włocławku. Jeszcze przed wybuchem II wojny światowej zamieszkał w Warszawie. Pracował jako dyrektor Centrali Związku Kupców. Mieszkał przy ulicy Siennej 43, a od jesieni 1941 roku przy ulicy Muranowskiej 42. 
Podczas okupacji niemieckiej, jesienią 1939 roku, został członkiem pierwszego składu warszawskiego Judenratu. Należał do grupy najbliższych współpracowników Adama Czerniakowa. W marcu 1940 roku był członkiem delegacji wysłanej do Krakowa, gdzie przedstawiał sytuację gospodarczą Żydów. Od tego czasu często towarzyszył Czerniakowowi podczas rozmów z władzami niemieckimi. Został także zwolniony z obowiązku noszenia opaski z gwiazdą Dawida. Pełnił funkcję przewodniczącego Komisji Rady przy Zakładzie Zaopatrywania, w związku z czym wielokrotnie zajmował się negocjacjami dotyczącymi ilości przydziałów żywności dla getta. Był również członkiem Komisji ds. Szpitalnictwa oraz członkiem zarządu spółki TODOS. 17 września 1940 roku wszedł w skład zarządu Żydowskiego Komitetu Opiekuńczego Miejskiego.
W przeddzień wielkiej akcji deportacyjnej został aresztowany przez Niemców i osadzony na Pawiaku w charakterze zakładnika. Z więzienia został zwolniony 22 lipca. Po samobójczej śmierci Adama Czerniakowa został członkiem ścisłego kierownictwa Judenratu, wraz z Markiem Lichtenbaumem i Gustawem Wielikowskim. Po reorganizacji Judenratu, 15 sierpnia 1942 roku powierzono mu stanowisko przewodniczącego Wydziału Gospodarczego.
Podczas akcji styczniowej został zwolniony z Umschlagplatzu po osobistej interwencji jednego z gestapowców. Nie skorzystał z możliwości opuszczenia getta i ukrycia się.
Według Icchaka Cukiermana, którego relację przytacza Israel Gutman, w 1943 roku Sztolcman nawiązał kontakt z Armią Krajową, usiłując przekonać jej kręgi kierownicze do zerwania współpracy z Żydowską Organizacją Bojową, którą przedstawiał jako organizację terrorystyczną i pozbawioną realnego poparcia w getcie. Polskie podziemie miało jednak odrzucić jego sugestie, a ŻOB – poinformowany o całej sprawie przez Henryka Wolińskiego – miał wydać na Sztolcmana wyrok śmierci. Nie zdołano go jednak wykonać przed wybuchem powstania w getcie.
19 kwietnia 1943 roku, w dniu wybuchu powstania w getcie, Sztolcman wraz z przewodniczącym Lichtenbaumem i kilkoma innymi radcami Judenratu został zatrzymany przez Niemców i osadzony w charakterze zakładnika w tzw. Befehlstelle przy ul. Żelaznej 103. Cztery dni później zaprowadzono ich na Umschlagplatz, gdzie zostali rozstrzelani, a ich zwłoki wyrzucono na śmietnik.
Według tzw. listy Ładosia otrzymał dokumenty poświadczające posiadanie przez niego obywatelstwa Paragwaju. Według Marii Ferenc miał jednak najprawdopodobniej o tym nie wiedzieć.